# Robert Stephen Ford

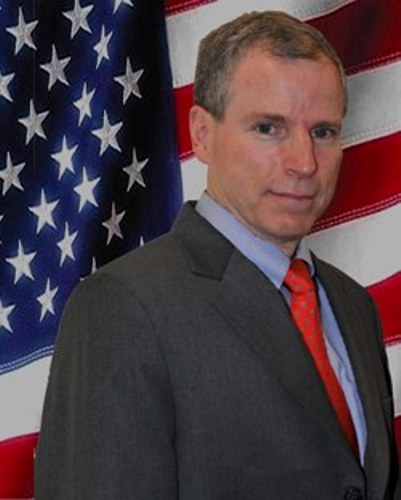
Robert Stephen Ford

Robert Stephen Ford (* 1958) ist ein US-amerikanischer Karriere-Diplomat und dient derzeit als Botschafter der Vereinigten Staaten in Syrien. Zuvor war er von 2006 bis 2008 US-Botschafter in Algerien.

## Leben
Ford ist in Denver aufgewachsen und zog dann nach Maryland. An der Paul H. Nitze School of Advanced International Studies der Johns Hopkins University machte er 1983 seinen Master of Arts. Ford spricht Deutsch, Türkisch, Französisch und Arabisch. Ford ist mit der Diplomatin Alison Barkley verheiratet.
Ford trat 1985 in den Auswärtigen Dienst ein und arbeitete in İzmir, Kairo, Algier und Yaoundé. Von 2001 bis 2004 diente Ford als Gesandter der US-Vertretung in Bahrain und von 2004 bis 2006 als Botschaftsrat in der US-Botschaft Bagdad, wohin er 2008 als Gesandter zurückkehrte.
Zuvor hatte ihn Präsident George W. Bush am 13. April 2006 als Botschafter für Algerien nominiert. Der US-Senat bestätigte die Nominierung am 27. Mai. Seinen Amtseid leistete Ford am 11. August.
2010 wurde Ford nach fünfjähriger Vakanz zum US-Botschafter für Syrien ernannt. Nachdem der Senat nicht auf Fords Nominierung reagiert hatte, nutzte Präsident Obama im Dezember 2010 ein Recess Appointment.
Im Oktober 2011 wurde er aus Sicherheitsgründen in die USA zurückgeholt.